# El habla culta (o lo que debiera serlo)
El habla culta (o lo que debiera serlo) es un libro escrito por la lingüista peruana Martha Hildebrandt. Su primera edición fue publicada en el 2000.

## Descripción
El libro recoge 151 artículos publicados en dos periódicos de Lima entre 1996 y 1999, bajo el título «Dice Martha Hildebrandt». Los artículos analizan los términos y giros lingüísticos utilizados en el "habla culta" actual del español en América y España.
Estos términos se dividen en tres grupos: el primero comprende neologismos que aún no habían sido documentados por la Real Academia Española; el segundo grupo incluye palabras y expresiones "claramente incorrectas" según un criterio prescriptivista sobre el lenguaje. Por último, el tercer grupo abarca algunos términos no formarían parte del español estándar pero que, según la aurora, serían "defendibles" en el ámbito restringido del "habla culta familiar" en Perú.
El libro, originalmente de 380 páginas, ofrece un estudio detallado de estos términos y proporciona una visión interesante sobre la evolución y las peculiaridades del lenguaje culto en el contexto peruano. Con esta recopilación, Hildebrandt buscó proporcionar una referencia útil para aquellos interesados en el estudio de la lengua española y su variación en diferentes regiones y niveles de formalidad.